# Воззвание Минина
«Воззвание Минина» («Минин на площади Нижнего Новгорода, призывающий народ к пожертвованиям») — картина на историко-патриотическую тему, написанная русским художником Константином Маковским в 1896 году. Представлена публике на 16-й Всероссийской промышленно-художественной выставке в Нижнем Новгороде, впоследствии подарена городу в честь 300-летия династии Романовых. До 1972 года находилась в Гербовом зале Городской думы, затем в том же году передана Нижегородскому государственному художественному музею, где и экспонируется в специально выстроенном помещении, примыкающем к дому Д. В. Сироткина. Самое крупное станковое историческое полотно в России.

## Сюжет
События, происходившие во времена Смуты, легли в основу сюжета картины. Купец Кузьма Минин произносит речь на нижнепосадской площади Нижнего Новгорода. Он обращается к собравшейся вокруг него толпе сделать пожертвование для создания ополчения, которое призвано было защищать и освобождать родину от врагов. Речь купца находит отклик в сердцах всего населения города, которое собралось вокруг него. Послушать Минина пришли представители всех слоев населения и поколений. Исторически подтверждённых сведений о данном событии сохранилось очень мало, но художник дополняет сюжет другими, тесно связанными с ним явлениями. Так, например, в правой части полотна изображён крестный ход с иконой Казанской Богоматери из собора Иоанна Предтечи. Патриарх Гермоген отправил данную икону в Нижний Новгород на хранение, и она стала символом защиты страны от врагов. В целом, Маковский стремился передать патриотический подъём и чувство единения, поэтому он объединил на полотне несколько различных мизансцен, а также множество лиц с различными характерами, эмоциями и настроениями
Максим Горький так описывал происходящее на картине в своих очерках: 
Толпа льёт с горы лавиной — она чувствуется и за серой, угрюмой стеной кремля. Седобородый мужик истово крестится — он только что положил к ногам Козьмы икону в ризе, татарин в малахае смотрит из-за чьего-то плеча испуганными, но любопытными глазами на оратора-мясника; белоголовая девчоночка, держась сзади за шубейку матери, несущей к бочке свои платья, улыбается блеску кубков и братин, лежащих на земле. Отовсюду тащат яркие платья, ларцы, посуду из серебра; штоф, парча, шёлк валяются кучами под ногами людей. Красавица боярыня с жгучими глазами и матово-бледным лицом вынимает серьги из ушей, неподалёку от неё какой-то странник — плут и пьяница, судя по его лисьей роже, — подняв к небу руку, важно проповедует что-то. Позади Минина молодой стрелец, взмахнув в воздухе тяжёлой секирой, орёт во всё горло, и глаза его налиты кровью… Всюду возбуждение страшное, и выражено оно — на мой взгляд — ярко… Толпа глубоко народна. Видишь, что это именно нижегородский народ; весь Нижний встал на ноги и рычит и мечется с силой ужасной, готовый всё ломить сплеча.

## Описание
С документальной точки зрения данное полотно не стоит воспринимать как полностью исторически достоверное, так как многие персонажи были введены в сюжет для эффекта массовости и раскрытия деталей. Маковский, коллекционер и большой ценитель старины, славился скрупулёзным отношением к отображению бытовых предметов и точной передаче их физических качеств. Очень натурально на его полотнах выглядели металлы, драгоценные камни, ткани. Это связано с тем, что художник зачастую тратил большое количество времени на поиск настоящего образца как в своей, так и в чужих коллекциях, изучал его и изображал на своих картинах. Одним из подтверждений этого является наличие в рамках данного сюжета четы купцов с их богатствами: на этом фрагменте присутствуют такие предметы старины, как шапка-мурмолка, бархатный кафтан, в которые одет купец, его жена в дорогих одеяниях и в расшитом драгоценностями кокошнике, вокруг них находятся различные богато украшенные шкатулки, металлические чаши, жемчуга и прочие предметы роскоши. При внимательном рассмотрении можно увидеть и другие детали — иконы, одежду представителей разных слоёв общества, пожертвования, которые принесли для ополчения нижегородцы: кубки, подсвечники, национальные костюмы, ларцы, изделия ремесленников. Помимо этого, полотно содержит в себе более ста подробных портретов, так как Константин Маковский часто наблюдал за людьми и делал зарисовки их черт лиц.
Композиция картины разделена на несколько частей. Архитектурным фоном является Нижегородский кремль, башни которого — а именно, Белая, Ивановская и фрагмент Часовой — виднеются на заднем плане (однако, верхний ярус и шатёр Ивановской башни изображены такими же, как у башен Московского Кремля, включая характерную для последних дозорную вышку). Центральная часть ближнего плана пустует: так художник делает акцент на основную фигуру сюжета картины — стоящего на возвышении Кузьму Минина, поза и выражение лица которого ясно передает смотрящему настроение и смысловую направленность его речи. Такое расположение на полотне помогает выделить его из огромной толпы. Толпа спускается на площади с заднего плана вверху картины и постепенно растворяется по мере приближения к переднему краю, что позволяет детально рассмотреть находящихся внизу полотна купца и его жену с их богатствами, а также собранные для ополчения средства и пожертвования, лежащие прямо на земле перед столом, за которым дьяк записывает все приношения.

## Критика
Авторы критических статей признавали, что эта картина, как и другие полотна Маковского, имеют серьёзную культурную значимость с точки зрения подлинного и точного отображения предметов старины. Александр Бенуа писал: «Попробуйте „открыть“ Маковского, и я уверяю Вас, Вам это удастся, вы вдруг неожиданно для себя увидите, что перед Вами исключительно мастерские произведения живописи и, мало того, — произведения, не лишённые поэзии». Тем не менее, реакция на данную картину была неоднозначной. Многие деятели искусства посчитали её недостаточно красочной по сравнению с другими произведениями художника. К примеру, Максим Горький в своём очерке сделал такой вывод: «Хорошая картина! Быть может, она несколько тускла — в ней мало солнца, мало блеска… Не горит всё это золото, серебро, ткани, главы церкви. Небо покрыто белыми лёгкими клочьями облаков, между ними всюду синева, но солнца мало… Зато жизни много». О многом говорит то, что высказывание в данном ключе сделал не один лишь Максим Горький. К подобному выводу пришёл и русский писатель и публицист Андрей Мельников, который написал следующее: «Картина много проигрывает вследствие того, что в зале городской управы она плохо освещена… Картина такого громадного размера, очевидно, писана при преобладающем верхнем освещении, приближающемся к освещению открытого пространства, то есть рассеянному свету, и как картина освещалась, когда её писал художник, так приблизительно должна она быть освещена и для зрителя».
Особая ситуация сложилась в отношениях Маковского и Ильи Репина, который, считая первого истинным художником, ранее писал: «По-своему он был мне симпатичен; как цельная натура, как мастер своего дела, достаточно оцененный своею страной». Однако Константин Маковский увидел впервые показанную картину «Запорожцы пишут письмо турецкому султану» и стал искать аналогичный сюжет, обратившись за помощью в сборе материала к тому же историку, что и Репин, на что автор знаменитых «Запорожцев» отреагировал критикой в сторону стиля полотен Маковского: «Вы дайте ему красочную тему. Красочность в живописи для него выше всего. И нужно сказать, что тайну сочетания красок он постиг, как никто из нас. Но дальше этого вы не ищите у него ничего: ни стонов страдальца, ни жгучих болей души, ни воплей отчаяния, ни отважной борьбы за волю с насильниками».